# Webdriver Torso

一個典型的Webdriver Torso幻燈片。畫質損失在本圖中沿著紅藍矩形邊緣可見。

Webdriver Torso是一個由Google於2013年3月7日所創建的YouTube自動帳戶。该频道時常上傳以簡單圖形伴隨著嗶嗶聲組成的幻燈片影片，其目的是為了測試網站的性能。因為有些網友發現並注意到它不尋常的性質和頻道内的三个特殊影片，该频道於2014年引起公眾關注，直到的YouTube幽默地承認頻道的存在是用作一個內部測試工具。
截至2024年6月25日，该频道在六年多的时间里總共上傳了約62萬個短片，并已擁有23萬5000多位訂閱者。

## 內容

### 常見影片
自2013年9月23日開始，该頻道通常用1到15分鐘之間上傳影片（有時長達一個小時），直至2018年10月26日為止，總計624,746個影片，之後長達約270天未上傳任何影片，直到2019年7月25日起恢復影片上傳，但上傳次數大幅減少至一天不到10個影片，同年11月1日起不再上傳影片，直到2022年5月3日又上传了一个十分钟的测试视频。除了后述的三個特殊影片之外，所有影片遵循一套以下所描述標準：
- 影片时长多为11秒左右[4]（部分为約1分鐘、5分鐘或25分鐘之久[5]），画面切换时长約1秒左右。
- 每張幻燈片包括纯白色背景下的一紅一蓝两个不透明矩形，兩個矩形以隨機的尺寸、形狀和位置在影片中切換。
- 兩個矩形重疊時，紅矩形時常疊在藍矩形上，而在極少數情況下，紅矩形完全覆蓋了藍矩形。
- 每幅画面都具有計算機隨機生成的波調，画面角落写有「aqua.flv - slide （帶4位數）」（早期的影片被稱為「aqua」，後來改為「tmp」後頭加上隨機字元[6]）。

### 特殊影片
该頻道有三個與频道内大部分影片特色不同的特殊影片。
- tmpRkRL85 （页面存档备份，存于）：紅矩形在开场时与往常一樣，後半段變成英國歌手理查德·艾斯利的紅色動態跳舞剪影。影片名稱中的RkRL被部份網民認為是Rick Roll的簡稱[7]。
- 00014 （页面存档备份，存于）：主要内容是巴黎艾菲爾鐵塔的燈亮了起來[7]，相機鏡頭在影片結尾放下，可見Webdriver Torso的Facebook頁面[7]。
- 0.455442373793：主要內容是一集西班牙文的美國成人卡通Aqua Teen Hunger Force（英语：Aqua Teen Hunger Force），其只能在法國收看，並需要支付1.99歐元（僅適用於法國信用卡支付）[8]。

## 推測
之前该頻道只是被認為用作測試網路質量之用，但是部分人推測其含有機密內容，譬如間諜消息、透過此頻道所形成的外星生命形式 、建設計劃或蟬3301的招聘計劃。

### 未說明的部分
儘管Google有明確的澄清這個頻道的作用目的，但這並未解釋其中幾部特殊的影片，包括：瑞克·艾斯特利的紅色動態跳舞剪影、艾菲爾鐵塔的影像以及美國成人卡通Aqua Teen Hunger Force。在艾菲爾鐵塔的影片留言中Webdriver Torso曾說過：「馬太具有高度的智能。（The Matei is highly intelligent.）」而沒有人知道什麼是「馬太（Matei）」，有些猜測是Basarab Matei、Matei Mancas、Matei Gruber以及Matei Ciocarlie。後來「馬太」這個留言被刪除了。

### Soggetto Ventuno的發現
一位名叫Soggetto Ventuno的義大利網友發現Webdriver Torso屬於一個被稱為「ytuploadtestpartner_torso」的網路帳戶。Ventuno後來還發現其他一些帳戶具有類似的影片。直到Ventuno公開發表那些調查後，那些影片即被刪除或被設為私人影片，而連結至Facebook和Twitter的頁面現在都已被撤除掉。在Facebook的頁面中提到一位名叫約翰內斯·萊特納（Johannes Leitner）的蘇黎世Google員工。萊特納有位同事朋友名叫「馬太·格魯伯」（Matei Gruber）而「馬太」是被提及於影片00014的留言中（見上文）。Ventuno後來比較被撤除的影片中場景和蘇黎世Google的照片，並註意到其相似之處，並指出撤除的影片紀錄是來自於蘇黎世Google的照片，而Webdriver Torso這個頻道和所有相似的頻道全都是由蘇黎世Google所運作。

### 影片的用途
该频道的影片主要用于測量YouTube影片的品質，創建後被上傳到YouTube。在被上傳之前，那些影片用于比較和其他影片之間的画质损失。

### YouTube的回應
當YouTube被問及Webdriver Torso時，他們的回應是：「我們永遠不會給你上傳一個很慢或流失品質的影片，而且我們永遠不會使你播放品質差的YouTube影片並感到失望。這就是為什麼我們一直在運行像是Webdriver Torso的頻道來進行測試。」這段話參考了理查德·艾斯利的歌曲〈永不放弃你〉。

## 彩蛋

Google Webdriver Torso 標誌。

當在Google或YouTube的搜尋引擎中搜尋「Webdriver Torso」時，Google的標誌會變成紅藍方塊，而YouTube的頁面,以及google頁面左上的畫面會變成像是Webdriver Torso的影片般的紅藍矩形圖案，曾經一度被移除。另一個是在Android L移動開發者版本中的彩蛋是參考Webdriver Torso。

## 相關
- 檢驗圖
- 蟬3301
- 11B-X-1371（英语：11B-X-1371）

## 外部連結
- Webdriver Torso 在YouTube上的頻道 （页面存档备份，存于）